# Eichenschule Scheeßel
Die Eichenschule ist ein staatlich anerkanntes Gymnasium in freier Trägerschaft in Scheeßel. Sie ist eine der wenigen genossenschaftlichen Privatschulen in Deutschland. Schulträger ist die „Schulgenossenschaft Eichenschule eG“.
Gegründet wurde die Eichenschule 1947 auf eine Elterninitiative hin. Erster Schulleiter war Robert Strunck. Am 12. November 1948 gründeten 12 Scheeßeler Eltern die „Schulgenossenschaft Eichenschule eG“. Von 1958 bis 1974 war deren zweiter Vorsitzender Paul Karl Schmidt, der von 1940 bis 1945 Pressechef im NS-Außenministerium gewesen war.
An der Eichenschule werden etwa 1000 der größtenteils fünfzügigen Klassenstufen 5–12 unterrichtet. Das Kollegium umfasst 84 Lehrer. Das monatliche Schulgeld beträgt im Schuljahr 2022/2023 108 Euro  pro Monat für Schüler, die im Landkreis Rotenburg (Wümme) ansässig sind, und 125 Euro pro Monat für Schüler von außerhalb.
Die Schule ist eine Schule ohne Rassismus – Schule mit Courage. Bekannt ist die Eichenschule durch ihre erfolgreichen Aktivitäten in den Bereichen Kunst, Basketball, Handball und Theater.
Eine langjährige Kooperation mit dem TV Scheeßel im Bereich Leichtathletik brachte insbesondere in den 1980/1990er Jahren national und international erfolgreiche Athleten hervor. Das Pfingstsportfest war jahrelang eine Institution in der deutschen Leichtathletikszene.
Zur Genossenschaft der Eichenschule gehörte bis 2003 auch das Internat der Eichenschule.
Am 9. November 2006 wurde die neue Zweifeldsporthalle der Eichenschule eingeweiht, die in ihrem Aufbau einmalig, da L-förmig, ist. Derzeitiger Schulleiter ist Christian Birnbaum.
1992 erlangte die Eichenschule traurige Bekanntheit, als der 13-jährige Schüler Stefan Jahr in der Nacht aus seinem Zimmer verschwand. Die Leiche des Jungen wurde später in den Verdener Dünen gefunden. Dieser Vorfall bildete den Auftakt der Schullandheim-Morde, einer Serie von Morden an Jungen.

## Bekannte ehemalige Schüler
- Kirsten Bolm (* 1975), Leichtathletin
- Stephan Graf von Bothmer (* 1971), Pianist, Komponist
- Johannes Clair (* 1985), Autor und ehemaliger Bundeswehrsoldat
- Elke Twesten (* 1963), Politikerin
- Mari Kiviniemi (* 1968), Politikerin und vom  22. Juni 2010 bis 22. Juni 2011 finnische Ministerpräsidentin als Austauschschülerin im Schuljahr 1985/1986[6]